# بين رايلي (عازف جاز)
بين رايلي (بالإنجليزية: Benjamin Alexander Riley Jr.)‏ هو عازف جاز أمريكي، ولد في 17 يوليو 1933 في سافانا في الولايات المتحدة، وتوفي في 18 نوفمبر 2017 في نيويورك في الولايات المتحدة بسبب مرض.

## وصلات خارجية
- بين رايلي على موقع IMDb (الإنجليزية)
- بين رايلي على موقع ميوزك برينز (الإنجليزية)
- بين رايلي على موقع أول ميوزيك (الإنجليزية)
- بين رايلي على موقع ديسكوغز (الإنجليزية)